# 오타촌 (후쿠시마현 아다치군)
오타촌(太田村)은 후쿠시마현 아다치군에 있던 촌이다. 현재의 니혼마쓰시 오타, 가미오타에 해당한다.

## 역사
- 1889년 4월 1일 - 정촌제 시행에 의해, 3촌이 합병해 성립하였다.
- 1955년 1월 1일 - 도자와촌, 하리미치촌, 고하타촌과 합병해 도와촌이 성립하였다.

## 참고문헌
- 角川日本地名大辞典 7 福島県